# Streets of Rage
Streets of Rage, conhecido como Bare Knuckle (ベア・ナックル, Bea Nakkuru) no Japão, é uma série de jogos eletrônicos de beat 'em up em side-scrolling, centrados nos esforços de vários heróis que tentam livrar uma cidade do domínio de um sindicato do crime. A trilogia original de jogos foi desenvolvida e publicada pela Sega para o Mega Drive nos anos 90, e desde então foi portada e relançada em várias plataformas. Um quarto título da série está sendo desenvolvido pela DotEmu, Lizardcube e Guard Crush Games.
Os jogos foram bem recebidos e foram relançados várias vezes tanto em compilações quanto em títulos independentes. A trilha sonora de electronic dance music dos jogos, assinadas por Yuzo Koshiro e Motohiro Kawashima, também foram muito aclamadas.

## História
Três jogos da série foram lançados entre 1991 e 1994. O primeiro título, Streets of Rage, apresenta os quatro personagens principais, três jovens ex-policiais conhecidos como Axel, Blaze e Adam, e o Mr. X, um gênio do mal. É o único jogo da série que apresenta um ataque especial que derrota todos os inimigos que não são chefes na tela. Streets of Rage foi lançado para os consoles Mega Drive, Master System e Game Gear da Sega.
O segundo título da série, Streets of Rage II, teve uma nova música (influenciada pela club music no início dos anos 90) do compositor Yuzo Koshiro e do recém-chegado compositor Motohiro Kawashima, gráficos melhores e uma seleção maior de movimentos. Também apresentou dois novos personagens, Eddie "Skate" Hunter e Max Thunder (ou Sammy "Skate" Hunter e Max Hatchett em algumas regiões). Como o título original, Streets of Rage II foi disponibilizado no Mega Drive, Master System e Game Gear da Sega.
O terceiro título da série Streets of Rage, Streets of Rage 3, foi bem menos recebido do que seus predecessores. Apesar de algumas melhorias, foi visto como muito semelhante ao Streets of Rage II. Este título na série adicionou uma história mais complexa contada usando cutscenes. A versão ocidental lançada apresentou uma dificuldade maior, com outros elementos alterados ou censurados a partir da versão japonesa. A música, novamente composta por Koshiro e Kawashima, também foi criticada por ser radicalmente diferente da música dos dois primeiros jogos. Ao contrário dos dois títulos anteriores, Streets of Rage 3 estava disponível apenas para o Mega Drive.
Todos os três títulos foram relançados em diversas plataformas e compilações, incluindo Sonic Gems Collection e Sonic's Ultimate Genesis Collection, no Virtual Console do Wii e na Xbox Live Arcade.

### Projetos subsequentes
Apesar de ter sido uma das franquias mais populares da Sega nos anos 90, nenhum novo jogo oficial de Streets of Rage apareceu desde 1994, além de remakes como o Bare Knuckle Mobile.
Foi relatado que a Sega tentou trazer a série para o Saturn, e no início do ciclo de produção do Dreamcast uma demo provisoriamente intitulada Streets of Rage 4 foi feita pela Ancient. Mostrando um personagem similar à Axel lutando contra um grupo de inimigos. No entanto, nem o jogo para o Sega Saturn nem o para o Dreamcast, se concretizaram. A Backbone Entertainment apresentou mais tarde um novo Streets of Rage para a Sega, mas este projeto também acabou não prosseguindo.
Houve inúmeros projetos e remakes não-oficiais feitos por fãs, incluindo Beats of Rage e Streets of Rage Remake.
Em 2018, um quarto jogo da série, Streets of Rage 4, foi anunciado. O jogo está sendo desenvolvido pela Lizardcube e DotEmu, que anteriormente lançou o remake de 2017 de Wonder Boy III: The Dragon's Trap, junto com a Guard Crush Games.

## Personagens
| Personagem           | 1     | 2     | 3     | 4     | Total |
| -------------------- | ----- | ----- | ----- | ----- | ----- |
| Adam Hunter          | Sim   | Cameo | Cameo | Sim   | 2     |
| Ash                  | Não   | Não   | Sim   | ASA   | 1     |
| Axel Stone           | Sim   | Sim   | Sim   | Sim   | 4     |
| Blaze Fielding       | Sim   | Sim   | Sim   | Sim   | 4     |
| Cherry Hunter        | Não   | Não   | Não   | Sim   | 1     |
| Floyd Iraia          | Não   | Não   | Não   | Sim   | 1     |
| Max Thunder          | Não   | Sim   | Cameo | ASA   | 1     |
| Mr. X                | Chefe | Chefe | Chefe | ASA   | 3     |
| Robot Axel           | Não   | Não   | Chefe | ASA   | 1     |
| Roo                  | Não   | Não   | Sim   | ASA   | 1     |
| Eddie "Skate" Hunter | Não   | Sim   | Sim   | ASA   | 2     |
| Shiva                | Não   | Chefe | Sim   | Chefe | 3     |
| Dr. Gilbert Zan      | Não   | Não   | Sim   | ASA   | 1     |
| Total                | 3     | 4     | 7     | ASA   |       |

Em ordem de aparição:

### Streets of Rage

#### Axel Stone
Um personagem jogável em todos os jogos, Axel é a cara da série. Ele geralmente é retratado como um jovem musculoso com cabelos loiros e vestindo jeans azul com um colete branco e uma faixa vermelha na cabeça. Um detetive de polícia no primeiro jogo, ele abriu um dojo de karatê. No enredo japonês de Bare Knuckle 3, ele é transferido para o departamento de polícia de investigação especial. Nos primeiros títulos de Streets of Rage, ele tem habilidades equilibradas, combinando poder e velocidade. Em títulos posteriores, ele se torna mais um lutador de peso pesado. Seus ataques especiais incluem um soco flamejante de 360 graus (Dragon Wing) e um combo soco/uppercut (Dragon Smash). Ele também tem um uppercut flamejante chamado Grand Upper (que foi renomeado para Bare Knuckle no SoR3). Foi consideravelmente reduzido em SoR3 devido ao seu poder excessivo em SoR2. Depois de muitos anos de hiato, Axel fez um retorno oficial em um jogo de crossover Project X Zone 2, no qual ele é dublado por Tomokazu Sugita em japonês.

#### Blaze Fielding
Blaze é uma policial que não tem alto poder de ataque, mas tem velocidade superior e habilidades de salto para compensar isso.

#### Adam Hunter
Adam é um personagem jogável apenas em SoR1. Ele é sequestrado em SoR2 e aparece em cutscenes posteriores de SoR3. Ele é o irmão mais velho de Eddie "Skate" Hunter. Adam é um ex-boxeador profissional que se juntou à força policial como detetive. Ao contrário de Axel e Blaze, ele não deixou a força policial no final do segundo jogo. Ele é o oposto de Blaze, em que ele é mais lento, mas mais forte. Ele é retratado no primeiro título como um homem alto, de cabelos escuros e com a força da parte superior do corpo altamente desenvolvida, vestindo um colete amarelo com vestes de motociclista.

#### Mr. X
O chefe do sindicato, o Mr. X, é o principal antagonista e aparece como o adversário final em todos os jogos, de uma forma ou de outra. Nos dois primeiros jogos, ele está armado com uma Tommy gun. Mal sobrevivendo aos seus dois primeiros encontros com a equipe de SoR, em SoR3 ele não é nada mais que um cérebro em um pote, e tem um robô, Robot Y (ou Neo X em BKIII), que luta por ele.

### Streets of Rage 2

#### Max Thunder
Jogável apenas em SoR2, Max, um lutador, é de longe o personagem mais lento da série, mas também o que tem o ataque mais forte. Max é amigo de Axel e faz uma aparição no final do terceiro jogo. Suas técnicas especiais são um golpe de machado giratório (Thunder Bomb) e um ataque de agarre poderoso (Thunder Tackle). Ele também tem um ataque devastador chamado Atomic Drop. Ele é exatamente o oposto do Skate, por falta de velocidade, mas com grande poder.

#### Eddie "Skate" Hunter
O irmão mais novo de Adam é jogável em SoR2 e SoR3. Seu primeiro nome é Sammy em BK2 e Eddie em SoR2. "Skate" é seu apelido, como ele luta em patins. Ele é rápido, mas o mais fraco de todos os personagens. Em SoR2, ele era o único personagem que podia correr, uma habilidade que todos os personagens jogáveis ganharam em SoR3. Em ambos os jogos, um dos movimentos especiais de Skate foi o Double Spin Kick. Em SoR2, ele usa o Kick Corkscrew e no SoR3, ele usa Rolling Punches, uma onda de socos. Com 147 cm, ele é o menor personagem jogável de toda a série.

#### Shiva
O chefe que luta antes de Mr. X em SoR2, e até duas vezes em SoR3. Ele é o guarda-costas do Mr. X e um lutador muito habilidoso, seu repertório de movimentos que combinam com os personagens normais jogáveis. Ele também é um personagem jogável secreto em SoR3, que pode ser desbloqueado logo após derrotá-lo, pressionando o botão B. Seu movimento especial é chamado Final Crash. Seu nome é em homenagem ao deus hindu da destruição.

### Streets of Rage 3

#### Dr. Gilbert Zan
Um ex-capanga do sindicato, Zan conta a Blaze sobre a conspiração dos robôs em SoR3, e sobre as bombas Raxine na versão japonesa, BKIII. Ele é um dos quatro personagens inicialmente selecionáveis. Zan é um cyborg com longo alcance e movimentos sólidos de agarrar. Ao contrário dos outros personagens de SoR3, Zan não possui ataques de armas especiais ou blitz; cada arma que ele apanha se transforma em uma bola de energia. Suas técnicas especiais são o Electric Body e o Electric Reach, ambos usando suas partes de cyborg para eletrocutar os oponentes.

#### Roo
Roo (Victy em BKIII) é um mini-chefe canguru em SoR3. Se o seu treinador cruel, Bruce (Danch em BKIII), for derrotado enquanto impede que Roo/Victy seja derrotado, ele se tornará jogável quando um continue for usado. Dos personagens desbloqueáveis, o seu conjunto de movimentos é o mais completo, incluindo ataques de equipe que podem ser usados saltando ou sendo arremessado pelo outro jogador no modo cooperativo para dois jogadores.

#### Ash
Um lacaio do Mr. X e o primeiro mini-chefe enfrentado apenas em BK3. Seu personagem é muito estereotipicamente afeminado, tendo uma corrida muito feminina, até mesmo uma pequena provocação de "risada" (que ainda pode ser ouvida em SoR3 no teste de som como VOICE 14) e maneirismos femininos. Devido a isso, ele foi removido dos portes ocidentais de SoR3, apesar disso, seus dados de personagem jogável permaneceram e podem ser acessados através de trapaça (usando dispositivos externos como o Game Genie) ou hacking. Em BK3 ele pilota um barco que "solta" punks e depois salta para ele mesmo lutar. Como Shiva, ele também é um personagem jogável secreto, mas desbloqueado ao segurar o botão A depois de derrotado (na versão japonesa). O conjunto de movimentos de Ash é muito limitado; por exemplo, ele não tem ataques de salto, mas em vez disso seus golpes são humoristicamente muito fortes, acima do normal. Como Shiva e Roo, ele não pode segurar nenhuma arma.

#### Robot Axel
Um androide doppelgänger de Axel Stone, criado por Mr. X, para matar Axel Stone e seus aliados. As únicas diferenças entre Axel e Robot Axel (Break no Japão) são suas luvas, sapatos e pele, enquanto Axel pode ser reconhecido com suas luvas vermelhas primárias e pele normal, Robot Axel usa luvas azuis e tem um sapato azul com listras (ambas roxas em SoR3) e sua pele fica mais vermelha quanto mais dano ele leva. Ele a princípio parece ser silencioso, exceto quando encontra Axel. Break diz o nome de Axel e grita os movimentos de Axel como Grand Upper. Ele apareceu em Project X Zone 2 como um personagem da Unidade rival. Ele compartilha o mesmo dublador japonês que Axel Stone, Tomokazu Sugita.

### Streets of Rage 4

#### Cherry Hunter
A filha adolescente de Adam Hunter e o terceiro personagem jogável de SoR4. Ela se une a Axel, Blaze e seu pai, usando sua guitarra e usando ataques de pulo para combater inimigos.

## Outras mídias

### Histórias em quadrinhos
Uma série de três HQs em seis partes baseadas nos jogos apareceram em Sonic the Comic no início dos anos 90 (juntamente com várias outras adaptações de franquias populares da Sega). As duas primeiras foram escritas por Mark Millar, enquanto a terceira (e uma história do Poster Mag) foram escritas por Nigel Kitching. Essas três histórias são uma continuidade alternativa dos jogos e não apresentam Adam. Uma compilação em graphic novel da tiragem original de quatro partes de "Streets of Rage" foi lançada como um livro intitulado Streets of Rage: Bad City Fighters no Reino Unido em 1994.
A primeira história, intitulada simplesmente Streets of Rage, envolvia Axel, Blaze e Max deixando a força policial altamente corrupta para fazer um bem maior como vigilantes, derrubando o ex-parceiro de Max; o senhor do crime e o artista marcial Hawk. O próximo seriado, Skates' Story, introduziu Skates, enteado delinquente de Murphy, um amigo de Axel e sua equipe e um dos poucos policiais honestos que sobraram na força, que não queria entrar para o grupo de Axel depois que seu padrasto foi morto pelo Mr. X. A terceira e última história, The Only Game In Town, envolveu o Sindicato que desencadeou um exército de gangues de rua. A história da Poster Mag, The Facts of Life, apresenta Axel, Blaze, Skate e Max.

### Música
A trilha sonora do jogo foi aclamada, com vários álbuns da trilha sonora sendo lançados. As trilhas sonoras foram compostas por Yuzo Koshiro. Outro músico, Motohiro Kawashima, ajudou no segundo jogo, proporcionando algumas faixas e fazendo quase metade das faixas para o terceiro jogo. Três CDs das trilhas sonoras foram lançados ao todo, cada um dos quais agora é vendido por altos preços em leilões e nos mercados japoneses.
As trilhas sonoras consistem principalmente de dance music eletrônica baseada em chiptune, muitas vezes experimental, englobando gêneros eletrônicos como electro, house, techno, hardcore, jungle, ambiente, breakbeat, gabber, noise e trance. A música foi produzida usando os chips de som de FM-synth Yamaha do console de videogame Sega Mega Drive (YM2612) e o computador NEC PC-88 (YM2608), juntamente com a própria linguagem de programação de áudio de Koshiro "Music Love", uma versão modificada do Music Macro Language (MML) do PC-88.
As trilhas sonoras foram aclamadas pela crítica. Elas são consideradas à frente de seu tempo e como algumas das melhores músicas de jogos eletrônicos de todos os tempos. A de Streets of Rage 2 (1992), em particular, é considerada revolucionária por sua "mistura de sintetizadores swaggering house", "sujo" electro-funk e "texturas eletrônicas trancey" que você se sentiria tão confortável em uma boate como em um jogo". Streets of Rage 3 também é considerado à frente de seu tempo, por suas sequências aleatórias geradas automaticamente, experimental hardcore "fast-beat techno como jungle" sons e elementos de música trance. As trilhas sonoras da série influenciaram uma variedade de músicos de chiptune, eletrônica, grime e dubstep até os dias atuais, incluindo artistas como Ikonika, BT, Labrinth, Martyn, Joker, Darkstar, Childish Gambino e Danger.

### Novela
Uma novela de Streets of Rage II (publicada junto com uma novela de Street Fighter II) foi escrita por Mat Yeo em 1993. Tem apenas 35 páginas, baseada no segundo jogo da série, e foi distribuída gratuitamente com cópias da revista Sega Force no Reino Unido.

### Adaptação para filme e série de televisão
Um longa-metragem e uma série de televisão produzidos pela Stories International (uma joint venture entre a Sega e o Hakuhodo DY Group) estão em andamento ao lado de outras adaptações, como a de Altered Beast. O filme e a série serão coproduzidos pela Circle of Confusion com seus parceiros de produção, Lawrence Matthis e Julian Rosenberg, ao lado de Tomoya Suzuki.